# Erguël

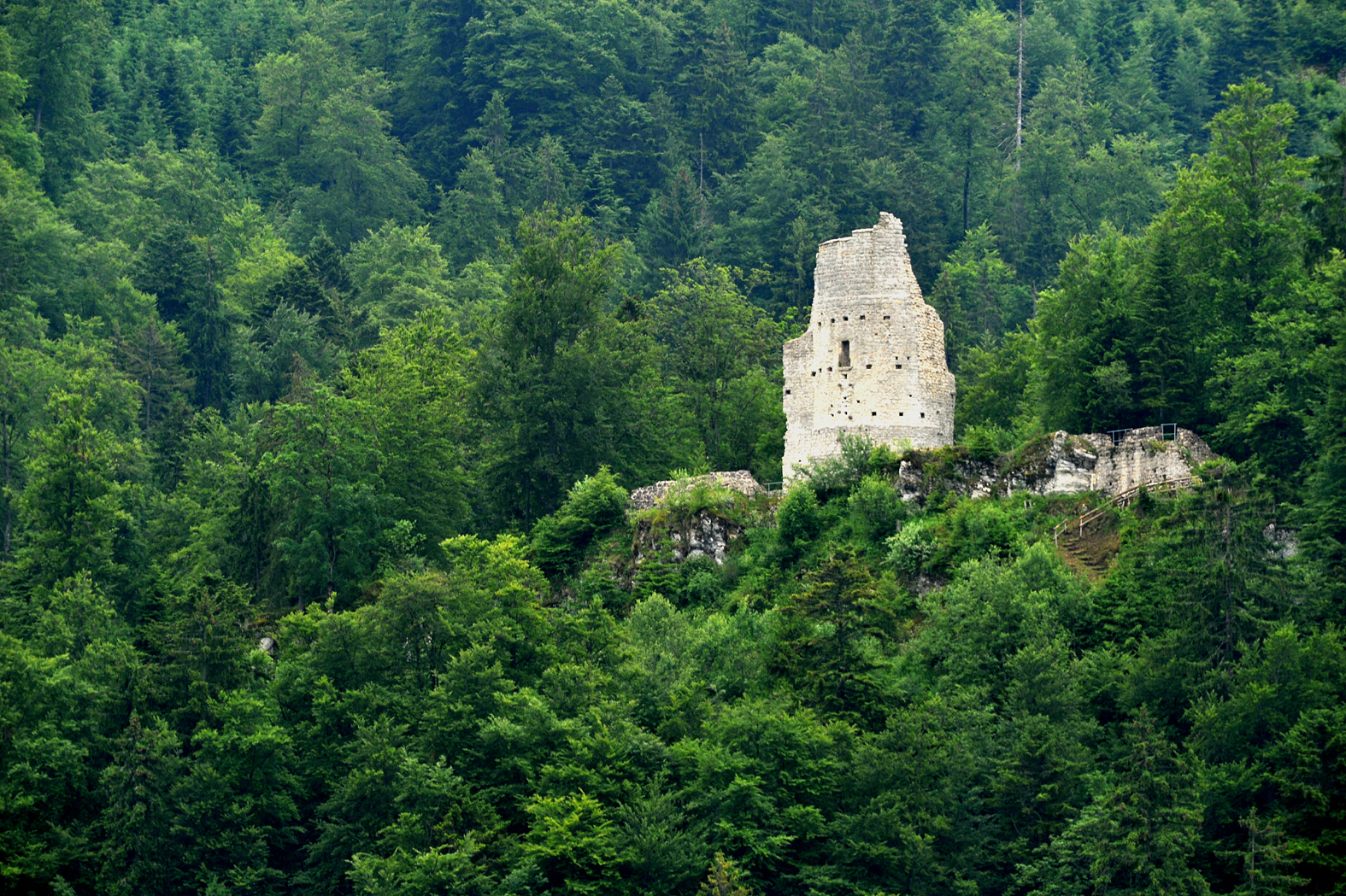
Ruine du château d'Erguël près de Sonvilier.

L'Erguël est une ancienne seigneurie de l'évêché de Bâle.

## Territoire
L'Erguël était délimité :
- Au nord, d'ouest en est, par la seigneurie des Franches-Montagnes (chef-lieu : Saignelégier), la courtine de Bellelay et la prévôté de Moutier-Grandval (chef-lieu : Moutier) ;
- À l'est, par le canton de Soleure ;
- Au sud, par le canton de Berne, la mairie de Bienne, la seigneurie d'Orvin et celle de Diesse ;
- À l'ouest, par la principauté de Neuchâtel-Valangin.

Il comprenait huit mairies, à savoir, d'ouest en est :
- La mairie de Saint-Imier, avec La Ferrière, Renan, Sonvilier, Villeret ;
- La mairie de Courtelary, avec Cormoret ;
- La mairie de Tramelan, avec Mont-Tramelan, Tramelan-Dessous et Tramelan-Dessus ;
- La mairie de Corgémont, avec Cortébert ;
- La mairie de Sonceboz, avec Sombeval ;
- La mairie de Péry, avec La Heutte, La Reuchenette et Rondchâtel ;
- La mairie de Vauffelin, avec Plagne et Frinvillier ;
- La mairie de Perles, avec Romont, Montménil et Reiben.